# Septième circonscription de Maine-et-Loire
La septième circonscription de Maine-et-Loire est l'une des 7 circonscriptions législatives françaises que compte le département de Maine-et-Loire (49) situé en région Pays de la Loire.

## Description géographique et démographique
La septième circonscription de Maine-et-Loire est délimitée par le découpage électoral de la loi no 86-1197 du 24 novembre 1986
, elle regroupe les divisions administratives suivantes :
- Canton d'Angers-Nord
- Canton d'Angers-Nord-Ouest
- Canton de Candé
- Canton du Lion-d'Angers
- Canton du Louroux-Béconnais
- Canton de Pouancé
- Canton de Segré.

D'après le recensement général de la population en 1999, réalisé par l'Institut national de la statistique et des études économiques (INSEE), la population totale de cette circonscription est estimée à 96617 habitants, ce qui fait que la circonscription est surreprésentée par rapport à la moyenne nationale (voir la carte de représentativité des circonscriptions législatives françaises), la représentativité théorique par circonscription étant de 105 600 habitants.

## Historique des députations
| Législature | Début de mandat | Fin de mandat   | Député          | Parti politique | Observations |
| ----------- | --------------- | --------------- | --------------- | --------------- | --- |
| IXe         | 23 juin 1988    | 1er avril 1993  | Marc Laffineur  | UDF             | |
| Xe          | 2 avril 1993    | 21 avril 1997   | Marc Laffineur, | UDF,            | Mandat écourté à la suite d'une dissolution parlementaire décidée par Jacques Chirac.                                         |
| XIe         | 12 juin 1997    | 18 juin 2002    | Marc Laffineur  | UDF             | |
| XIIe        | 19 juin 2002    | 19 juin 2007    | Marc Laffineur, | UMP,            | |
| XIIIe       | 20 juin 2007    | 29 juillet 2011 | Marc Laffineur  | UMP             | 1er vice-président de l'Assemblée nationale. Nommé au Gouvernement, est remplacé par son suppléant Joseph Bossé comme député. |
| XIIIe       | 30 juillet 2011 | 19 juin 2012    | Joseph Bossé    | UMP             | 1er vice-président de l'Assemblée nationale. Nommé au Gouvernement, est remplacé par son suppléant Joseph Bossé comme député. |
| XIVe        | 20 juin 2012    | 20 juin 2017    | Marc Laffineur  | UMP             | Ancien ministre |
| XVe         | 21 juin 2017    | 21 juin 2022    | Philippe Bolo   | MoDem           | |
| XVIe        | 22 juin 2022    | 9 juin 2024     | Philippe Bolo   | MoDem           | Mandat écourté à la suite d'une dissolution parlementaire décidée par Emmanuel Macron.                                        |

## Historique des élections
Voici la liste des résultats des élections législatives dans la circonscription depuis le découpage électoral de 1986 :

### Élections de 1988
| Candidat       | Candidat            | Parti          | Premier tour | Premier tour | Second tour | Second tour |  |
| Candidat       | Candidat            | Parti          | Voix         | %            | Voix        | %           |  |
| -------------- | ------------------- | -------------- | ------------ | ------------ | ----------- | ----------- |  |
|                | Daniel Dupuis       | PS             | 15 824       | 38,31        | 20 736      | 47,02       |  |
|                | Marc Laffineur élu  | diss. UDF      | 12 304       | 29,78        | 23 360      | 52,98       |  |
|                | René la Combe       | RPR (URC)      | 8 762        | 21,21        | Retrait     | Retrait     |  |
|                | Christian Chenu     | Extrême gauche | 1 788        | 4,33         |             |             |  |
|                | Jean-Léon Rochefort | FN             | 1 572        | 3,81         |             |             |  |
|                | Pierre Le Floch     | PCF            | 1 060        | 2,57         |             |             |  |
|                |                     |                |              |              |             |             |  |
| Inscrits       | Inscrits            | Inscrits       | 60 984       | 100,00       | 60 983      | 100,00      |  |
| Abstentions    | Abstentions         | Abstentions    | 18 918       | 31,02        | 16 050      | 26,32       |  |
| Votants        | Votants             | Votants        | 42 066       | 68,98        | 44 933      | 73,68       |  |
| Blancs et nuls | Blancs et nuls      | Blancs et nuls | 756          | 1,8          | 837         | 1,86        |  |
| Exprimés       | Exprimés            | Exprimés       | 41 310       | 98,2         | 44 096      | 98,14       |  |

Le suppléant de Marc Laffineur était Joseph Bossé, agriculteur au Tremblay, responsable professionnel.

### Élections de 1993
|                | Marc Laffineur sortant réélu | UDF (AD)       | 23 645 | 55,14  |  |  |  |
|                | Jean-Yves Dumont             | PS (ADFP)      | 6 407  | 14,94  |  |  |  |
|                | Marc Gicquel                 | Extrême gauche | 4 435  | 10,34  |  |  |  |
|                | Albert Toulouze              | FN             | 3 426  | 7,99   |  |  |  |
|                | Michel Baujon                | PCF            | 1 857  | 4,33   |  |  |  |
|                | Corinne Dumont               | LT-LNÉ         | 1 767  | 4,12   |  |  |  |
|                | Marie-Louise Dupas           | LO             | 1 345  | 3,14   |  |  |  |
|                |                              |                |        |        |  |  |  |
| Inscrits       | Inscrits                     | Inscrits       | 64 152 | 100,00 |  |  |  |
| Abstentions    | Abstentions                  | Abstentions    | 17 937 | 27,96  |  |  |  |
| Votants        | Votants                      | Votants        | 46 215 | 72,04  |  |  |  |
| Blancs et nuls | Blancs et nuls               | Blancs et nuls | 3 333  | 7,21   |  |  |  |
| Exprimés       | Exprimés                     | Exprimés       | 42 882 | 92,79  |  |  |  |

Le suppléant de Marc Laffineur était Joseph Bossé, agriculteur au Tremblay, responsable professionnel.

### Élections de 1997
| Candidat       | Candidat                     | Parti             | Premier tour | Premier tour | Second tour | Second tour |  |
| Candidat       | Candidat                     | Parti             | Voix         | %            | Voix        | %           |  |
| -------------- | ---------------------------- | ----------------- | ------------ | ------------ | ----------- | ----------- |  |
|                | Marc Laffineur sortant réélu | UDF (AD)          | 17 832       | 41,94        | 23 935      | 55,15       |  |
|                | Daniel Chéret                | PS                | 10 752       | 25,29        | 19 463      | 44,85       |  |
|                | Albert Toulouze              | FN                | 3 396        | 7,99         |             |             |  |
|                | Michel Baujon                | PCF               | 2 442        | 5,74         |             |             |  |
|                | Christine Bernier-Dupréelle  | LDI (MPF)         | 1 981        | 4,66         |             |             |  |
|                | Marie-Louise Dupas           | LO                | 1 917        | 4,51         |             |             |  |
|                | Frédéric Quittet             | GÉ                | 1 257        | 2,96         |             |             |  |
|                | Gérard Nussmann              | SÉGA              | 1 123        | 2,64         |             |             |  |
|                | Jacques Roger                | US4J              | 944          | 2,22         |             |             |  |
|                | Gérard Thénier               | Divers écologiste | 875          | 2,06         |             |             |  |
|                |                              |                   |              |              |             |             |  |
| Inscrits       | Inscrits                     | Inscrits          | 64 067       | 100,00       | 64 066      | 100,00      |  |
| Abstentions    | Abstentions                  | Abstentions       | 18 322       | 28,6         | 17 830      | 27,83       |  |
| Votants        | Votants                      | Votants           | 45 745       | 71,4         | 46 236      | 72,17       |  |
| Blancs et nuls | Blancs et nuls               | Blancs et nuls    | 3 226        | 7,05         | 2 838       | 6,14        |  |
| Exprimés       | Exprimés                     | Exprimés          | 42 519       | 92,95        | 43 398      | 93,86       |  |

Le suppléant de Marc Laffineur était Joseph Bossé.

### Élections de 2002
| Candidat       | Candidat                     | Parti            | Premier tour | Premier tour | Second tour | Second tour |  |
| Candidat       | Candidat                     | Parti            | Voix         | %            | Voix        | %           |  |
| -------------- | ---------------------------- | ---------------- | ------------ | ------------ | ----------- | ----------- |  |
|                | Marc Laffineur sortant réélu | UMP              | 21 863       | 48,85        | 23 859      | 58,23       |  |
|                | Jean-Noël Gaultier           | PS               | 13 134       | 29,35        | 17 116      | 41,77       |  |
|                | Huguette de Maleprade        | FN               | 2 175        | 4,86         |             |             |  |
|                | Cécile Baudet-Pidoux         | Les Verts        | 1 636        | 3,66         |             |             |  |
|                | Matthieu Spiesser            | MPF              | 1 148        | 2,57         |             |             |  |
|                | Michel Baujon                | PCF              | 859          | 1,92         |             |             |  |
|                | Marie-Louise Dupas           | LO               | 723          | 1,62         |             |             |  |
|                | Stéphane Trottier            | CPNT             | 660          | 1,47         |             |             |  |
|                | Christian Bellois            | LCR              | 657          | 1,47         |             |             |  |
|                | Alain Bagouet                | Divers droite    | 557          | 1,24         |             |             |  |
|                | Emmanuel Barat               | Pôle républicain | 491          | 1,1          |             |             |  |
|                | Roland Bidault               | MNR              | 405          | 0,9          |             |             |  |
|                | Abdelhak Tagaa               | Divers gauche    | 325          | 0,73         |             |             |  |
|                | Jacques Desmoulin            | Divers           | 123          | 0,27         |             |             |  |
|                |                              |                  |              |              |             |             |  |
| Inscrits       | Inscrits                     | Inscrits         | 68 227       | 100,00       | 68 223      | 100,00      |  |
| Abstentions    | Abstentions                  | Abstentions      | 22 310       | 32,7         | 26 115      | 38,28       |  |
| Votants        | Votants                      | Votants          | 45 917       | 67,3         | 42 108      | 61,72       |  |
| Blancs et nuls | Blancs et nuls               | Blancs et nuls   | 1 161        | 2,53         | 1 133       | 2,69        |  |
| Exprimés       | Exprimés                     | Exprimés         | 44 756       | 97,47        | 40 975      | 97,31       |  |

Le suppléant de Marc Laffineur était Joseph Bossé.

### Élections de 2007
|                | Marc Laffineur sortant réélu | UMP            | 23 276 | 51,7   |  |  |  |
|                | Silvia Camara-Tombini        | PS             | 10 654 | 23,66  |  |  |  |
|                | Serge Neumann                | UDF–MoDem      | 3 733  | 8,29   |  |  |  |
|                | François Beaumert            | Les Verts      | 2 218  | 4,93   |  |  |  |
|                | Martin Nivault               | LCR            | 1 304  | 2,9    |  |  |  |
|                | Ghislaine Linxe              | FN             | 876    | 1,95   |  |  |  |
|                | Bertille Spiesser            | MPF            | 780    | 1,73   |  |  |  |
|                | Anne Lebouc                  | PCF            | 774    | 1,72   |  |  |  |
|                | Didier Testu                 | LO             | 647    | 1,44   |  |  |  |
|                | Régis Simon                  | Divers         | 505    | 1,12   |  |  |  |
|                | Roland Bidault               | MNR            | 256    | 0,57   |  |  |  |
|                | Florian Rapin                | Divers         | 0      | 0      |  |  |  |
|                |                              |                |        |        |  |  |  |
| Inscrits       | Inscrits                     | Inscrits       | 72 773 | 100,00 |  |  |  |
| Abstentions    | Abstentions                  | Abstentions    | 26 590 | 36,54  |  |  |  |
| Votants        | Votants                      | Votants        | 46 183 | 63,46  |  |  |  |
| Blancs et nuls | Blancs et nuls               | Blancs et nuls | 1 160  | 2,51   |  |  |  |
| Exprimés       | Exprimés                     | Exprimés       | 45 023 | 97,49  |  |  |  |

### Élections de 2012
| Candidat       | Candidat                     | Parti          | Premier tour | Premier tour | Second tour | Second tour |  |
| Candidat       | Candidat                     | Parti          | Voix         | %            | Voix        | %           |  |
| -------------- | ---------------------------- | -------------- | ------------ | ------------ | ----------- | ----------- |  |
|                | Marc Laffineur sortant réélu | UMP            | 17 944       | 39,86        | 21 885      | 50,10       |  |
|                | Silvia Camara-Tombini        | PS             | 15 941       | 35,41        | 21 800      | 49,90       |  |
|                | Marie Courtin                | RBM (FN)       | 4 425        | 9,83         |             |             |  |
|                | Romain Laveau                | EÉLV           | 2 278        | 5,06         |             |             |  |
|                | Christian Baron              | AC (MoDem)     | 1 883        | 4,18         |             |             |  |
|                | Stéphanie Dupeyroux          | FG (PCF)       | 1 559        | 3,46         |             |             |  |
|                | Daniel Salé                  | MRC            | 429          | 0,95         |             |             |  |
|                | Didier Testu                 | LO             | 308          | 0,68         |             |             |  |
|                | Benjamin Letang              | NPA            | 253          | 0,56         |             |             |  |
|                |                              |                |              |              |             |             |  |
| Inscrits       | Inscrits                     | Inscrits       | 75 311       | 100,00       | 75 333      | 100,00      |  |
| Abstentions    | Abstentions                  | Abstentions    | 29 523       | 39,2         | 30 498      | 40,48       |  |
| Votants        | Votants                      | Votants        | 45 788       | 60,8         | 44 835      | 59,52       |  |
| Blancs et nuls | Blancs et nuls               | Blancs et nuls | 768          | 1,68         | 1 150       | 2,56        |  |
| Exprimés       | Exprimés                     | Exprimés       | 45 020       | 98,32        | 43 685      | 97,44       |  |

### Élections de 2017
Les élections législatives françaises de 2017 ont lieu les dimanches 11 et 18 juin 2017.
|                                                                                |                                                                        |                           |                           |                          |                          |
|                                                                                |                                                                        | Premier tour 11 juin 2017 | Premier tour 11 juin 2017 | Second tour 18 juin 2017 | Second tour 18 juin 2017 |
|                                                                                |                                                                        |                           |                           |                          |                          |
|                                                                                |                                                                        | Nombre                    | % des inscrits            | Nombre                   | % des inscrits           |
| Inscrits                                                                       | Inscrits                                                               | 77 832                    | 100,00                    | 77 820                   | 100,00                   |
| Abstentions                                                                    | Abstentions                                                            | 35 689                    | 45,85                     | 43 203                   | 55,52                    |
| Votants                                                                        | Votants                                                                | 42 143                    | 54,15                     | 34 617                   | 44,48                    |
|                                                                                |                                                                        |                           | % des votants             |                          | % des votants            |
| Bulletins blancs                                                               | Bulletins blancs                                                       | 760                       | 1,80                      | 2 831                    | 8,18                     |
| Bulletins nuls                                                                 | Bulletins nuls                                                         | 237                       | 0,56                      | 970                      | 2,80                     |
| Suffrages exprimés                                                             | Suffrages exprimés                                                     | 41 146                    | 97,63                     | 30 816                   | 89,02                    |
|                                                                                |                                                                        |                           |                           |                          |                          |
| Candidat Étiquette politique (partis et alliances)                             | Candidat Étiquette politique (partis et alliances)                     | Voix                      | % des exprimés            | Voix                     | % des exprimés           |
|                                                                                |                                                                        |                           |                           |                          |                          |
|                                                                                | Philippe Bolo Mouvement démocrate (La République en marche)            | 17 126                    | 41,62                     | 19 235                   | 62,42                    |
|                                                                                | Étienne Glémot Les Républicains (Union des démocrates et indépendants) | 8 398                     | 20,41                     | 11 581                   | 37,58                    |
|                                                                                | Olivier Dupuis La France insoumise                                     | 4 736                     | 11,51                     |                          |                          |
|                                                                                | Aurore Lahondès Front national                                         | 3 563                     | 8,66                      |                          |                          |
|                                                                                | Silvia Camara-Tombini Parti socialiste                                 | 3 262                     | 7,93                      |                          |                          |
|                                                                                | Hervé Dubosclard Europe Écologie Les Verts                             | 2 252                     | 5,47                      |                          |                          |
|                                                                                | Stéphanie Chivert Debout la France                                     | 700                       | 1,70                      |                          |                          |
|                                                                                | Stéphanie Dupeyroux Parti communiste français                          | 466                       | 1,13                      |                          |                          |
|                                                                                | Céline L'Huillier Lutte ouvrière                                       | 333                       | 0,81                      |                          |                          |
|                                                                                | Éric Mercier Divers (Union populaire républicaine)                     | 310                       | 0,75                      |                          |                          |
| Source : Ministère de l'Intérieur - Septième circonscription de Maine-et-Loire |                                                                        |                           |                           |                          |                          |

### Élections de 2022
Les élections législatives françaises de 2022 ont lieu les dimanches 12 et 19 juin 2022.
| Résultats des élections législatives des 12 et 19 juin 2022 de la 7e circonscription du Maine-et-Loire |                          |                          |              |              |             |             |
| Candidat                                                                                               | Candidat                 | Parti et coalition       | Premier tour | Premier tour | Second tour | Second tour |
| Candidat                                                                                               | Candidat                 | Parti et coalition       | Voix         | %            | Voix        | %           |
| | Philippe Bolo            | MoDem (ENS)              | 16 333       | 40,81        | 20 865      | 55,56       |
| | Guillaume Jouanneau ,    | PS (NUPES)               | 12 136       | 30,32        | 16 692      | 44,44       |
| | Aurore Lahondès          | RN                       | 6 039        | 15,09        |             |             |
| | Barbara Mazières         | REC                      | 1 654        | 4,13         |             |             |
| | Abderrazak Guerbaa       | EAC                      | 1 375        | 3,44         |             |             |
| | Stéphane Trottier        | LMR                      | 976          | 2,44         |             |             |
| | Régis Crespin            | DLF (UPF)                | 875          | 2,19         |             |             |
| | Céline L'Huillier        | LO                       | 634          | 1,58         |             |             |
| Votes valides                                                                                          | Votes valides            | Votes valides            | 40 022       | 97,18        | 37 557      | 94,54       |
| Votes blancs                                                                                           | Votes blancs             | Votes blancs             | 860          | 2,09         | 1 708       | 4,28        |
| Votes nuls                                                                                             | Votes nuls               | Votes nuls               | 300          | 0,73         | 671         | 1,68        |
| Total                                                                                                  | Total                    | Total                    | 41 182       | 100          | 39 936      | 100         |
| Abstention                                                                                             | Abstention               | Abstention               | 41 688       | 50,31        | 42 941      | 51,81       |
| Inscrits / participation                                                                               | Inscrits / participation | Inscrits / participation | 82 870       | 49,69        | 82 877      | 48,19       |

### Élections de 2024
| Candidat                 | Candidat                 | Parti et coalition | Nuance | Premier tour | Premier tour | Second tour | Second tour |
| Candidat                 | Candidat                 | Parti et coalition | Nuance | Voix         | %            | Voix        | %           |
| ------------------------ | ------------------------ | ------------------ | ------ | ------------ | ------------ | ----------- | ----------- |
|                          | Philippe Bolo            | MoDem (ENS)        |        |              | 33,86        |             |             |
|                          | Guillaume Jouanneau      | PS (NFP)           |        |              |              |             |             |
|                          | Clémence Lascaud         | RN                 |        |              |              |             |             |
|                          | Sandrine Boullais        | LR                 |        |              |              |             |             |
|                          | Régis Crespin            | DLF                |        |              |              |             |             |
|                          | Raphaël de La Salmonière | Divers droite      |        |              |              |             |             |
|                          | Valérie Gorioux          | REC                |        |              |              |             |             |
|                          | Céline L'Huillier        | LO                 |        |              |              |             |             |
|                          |                          |                    |        |              |              |             |             |
| Votes valides            |                          |                    |        |              |              |             |             |
| Votes blancs             |                          |                    |        |              |              |             |             |
| Votes nuls               |                          |                    |        |              |              |             |             |
| Total                    |                          |                    |        |              |              |             |             |
| Abstention               |                          |                    |        |              |              |             |             |
| Inscrits / participation |                          |                    |        |              |              |             |             |

#### Département de Maine-et-Loire
- La fiche de l'INSEE de cette circonscription : « Tableaux et Analyses de la septième circonscription de Maine-et-Loire », sur insee.fr, site de l'Institut national de la statistique et des études économiques (consulté le 10 juin 2007) [PDF]
- « Tous les députés du département de Maine-et-Loire depuis 1789 » [archive du 30 septembre 2007], sur assemblee-nationale.fr, site de l'Assemblée nationale française (consulté le 10 juin 2007)
- « Informations contentieuses sur le département de Maine-et-Loire (Élections législatives de 2002) »(Archive.org • Wikiwix • Archive.is • Google • Que faire ?), sur conseil-constitutionnel.fr, site du Conseil constitutionnel (consulté le 13 juin 2007)

#### Circonscriptions en France
- « Carte des circonscriptions législatives en France », sur assemblee-nationale.fr, site de l'Assemblée nationale française (consulté le 10 juin 2007)
- « Résultats électoraux officiels en France »(Archive.org • Wikiwix • Archive.is • Google • Que faire ?), sur interieur.gouv.fr, site du ministère de l'Intérieur (France) (consulté le 13 juin 2007)
- Description et Atlas des circonscriptions électorales de France sur http://www.atlaspol.com, Atlaspol, site de cartographie géopolitique, consulté le 13 juin 2007.